# Albrecht Blumenstengel
Albrecht Blumenstengel (* 7. Januar 1835 in Helmstedt; † 8. Juni 1895 in Hamburg) war ein deutscher Komponist, Violinist, Arrangeur und Herausgeber.

## Leben und Wirken
Als Sohn des deutschen Architekten Johann Carl Heinrich Blumenstengel (1792–1867) war er Konzertmeister des herzoglichen Hofes. Er veröffentlichte mehrere Werke und wichtige Violinbücher, die heute in Musikkonservatorien verwendet werden, wie Scale and Arpeggios Studies und die 24 Etüden op. 33 (veröffentlicht für große Verlage wie Fischer, Schirmer, Litolff, Peters). Die Erstausgabe dieser Etüden erschien 1855 und der Stil ist romantisch (einige Herausgeber schrieben fälschlicherweise „Vorbereitende Studien zu Kreutzer“). Er schrieb auch wichtige Stücke wie 8 Transkriptionen, Op. 13 für Violine und Klavier (1872) und Volkslieder-Album (2 Bücher mit 120 Stücken für Violine und Klavier, 1891). Albrecht Blumenstengel beschäftigte sich vor allem mit pädagogischen Werken und Duetten, darunter sämtliche Violinduette von Spohr sowie sein Duo Op. 13 für Violine und Viola.

## Diskographie
Im Jahr 2023 nahm der italienische Bratschist Marco Misciagna die Weltpremiere von Blumenstengel 24 Etüden op. 33 für Violine auf, die er selbst für Bratsche transkribiert hatte.